# Oszlár
Oszlár község Borsod-Abaúj-Zemplén vármegyében, a Tiszaújvárosi járásban.

## Fekvése
Miskolctól mintegy 46 kilométerre délre fekszik. A környező települések:
Hejőkürt (3 kilométerre délnyugatra), Nemesbikk (4 kilométerre északnyugatra), Tiszapalkonya (5 kilométerre északkeletre), a legközelebbi város pedig Tiszaújváros, (9 kilométerre észak-északkeleti irányban).

### Megközelítése
Csak közúton érhető el, Nemesbikk vagy Tiszapalkonya érintésével, a 3310-es úton. Közigazgatási területét ugyan átszeli az M3-as autópálya (aminek ráadásul még Tisza-hídja is van itt), de a sztrádáról Oszlár csak a közeli hejőkürti csomóponton keresztül érhető el.

## Története
A települést a 13. század végén említik először. Neve török nyelven jászt jelent. Mezőgazdasági jellegű település.
Az 1940-es évekig református lakosságú, ekkor kezdenek megjelenni a római katolikusok is.

## Közélete

### Polgármesterei
- 1990–1994: Rácz Imre (független)[3]
- 1994–1998: Seres Lajos (független)[4]
- 1998–2002: Id. Seres Lajos (független)[5]
- 2002–2004: Seres Lajos (független)[6]
- 2005–2006: Tóth Zoltán (független)[7]
- 2006–2010: Tóth Zoltán (független)[8]
- 2010–2014: Tóth Zoltán (független)[9]
- 2014–2019: Tóth Zoltán (független)[10]
- 2019–2024: Tóth Zoltán (független)[11]
- 2024– : Tóth Zoltán (független)[1]

A településen 2005. január 30-án időközi polgármester-választást tartottak, az előző polgármester lemondása miatt.

## Népesség
A település népességének változása:
| Lakosok száma | 360  | 371  | 357  | 286  | 315  | 315  | 309  |
|               | 2013 | 2014 | 2015 | 2021 | 2022 | 2023 | 2024 |

2001-ben a település lakosságának 93%-a magyar, 7%-a cigány nemzetiségűnek vallotta magát.
A 2011-es népszámlálás során a lakosok 93,3%-a magyarnak, 3,6% cigánynak mondta magát (6,7% nem nyilatkozott; a kettős identitások miatt a végösszeg nagyobb lehet 100%-nál). A vallási megoszlás a következő volt: római katolikus 35,7%, református 32,3%, görögkatolikus 0,5%, evangélikus 0,3%, felekezeten kívüli 16% (15,2% nem válaszolt).
2022-ben a lakosság 91,1%-a vallotta magát magyarnak, 1% cigánynak, 0,6% németnek, 0,3% ukránnak, 0,3% bolgárnak, 2,2% egyéb, nem hazai nemzetiségűnek (8,6% nem nyilatkozott; a kettős identitások miatt a végösszeg nagyobb lehet 100%-nál). Vallásuk szerint 18,4% volt római katolikus, 24,1% református, 4,1% egyéb katolikus, 1% görög katolikus, 0,3% izraelita, 10,5% felekezeten kívüli (41,6% nem válaszolt).